# Amaro Pargo

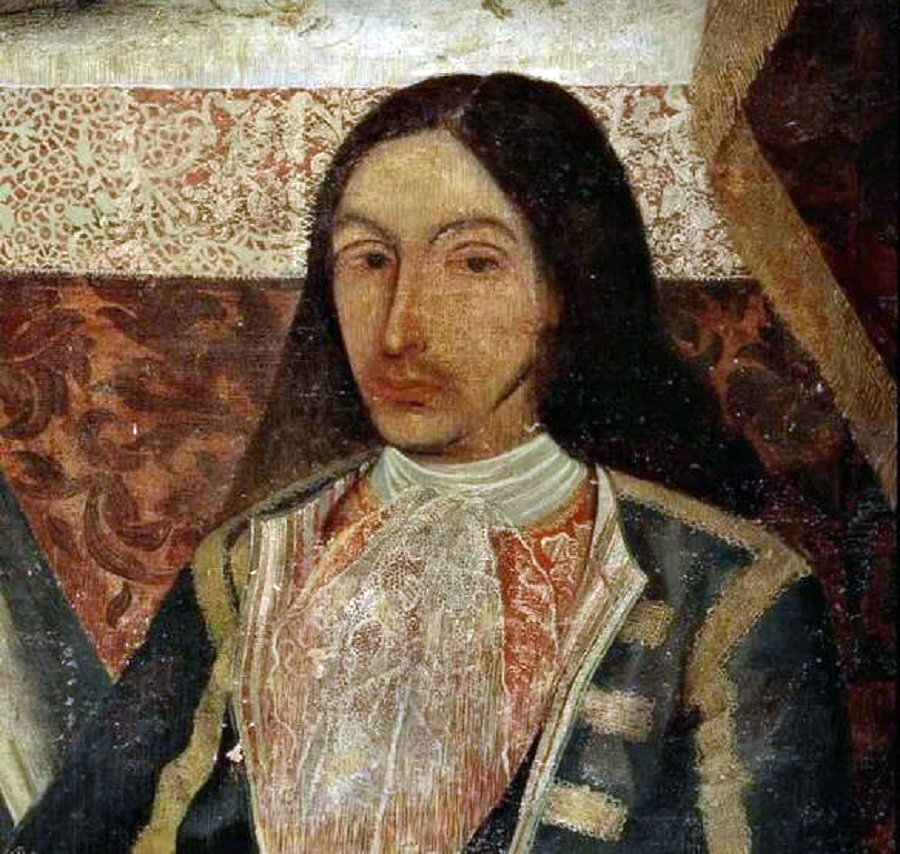
Porträtt av Amaro Pargo.

Amaro Rodríguez Felipe y Tejera Machado, född 3 maj 1678 i San Cristóbal de La Laguna, Teneriffa, död 4 oktober 1747 i San Cristóbal de La Laguna, var en spansk kapare och näringsidkare. Han är mest känd som Amaro Pargo.

## Biografi
Amaro Pargos ungdom var påverkad av närvaron och tillväxten av piratverksamheten på Kanarieöarna. Han anpassade lastrum på sina fartyg för att transportera slavar, som ofta transporterades under omänskliga förhållanden som var vanligt på den tiden. Slavar användes på plantager i Karibien eller sockerbruk på Kanarieöarna.
På grund av dessa aktiviteter tjänade Amaro Pargo ihop en förmögenhet, men på grund av sin vänskap med nunnan María de León Bello y Delgado började han idka välgörenhet, med ett särskilt intresse av att ändra fattigdomen. År 1725 blev han adlad. Han avled den 4 oktober 1747 i San Cristóbal de La Laguna, sin hemstad. Han begravdes i klostret Santo Domingo de Guzmán.
Amaro Pargo var en figur som en gång haft samma rykte och popularitet som Svartskägg och Francis Drake. På grund av deras ständiga kamp för de intressen som den spanska kronan hade mot fientliga krafter blev Amaro Pargo en nationell hjälte. Amaro Pargo kämpade mot några av de mest ökända piraterna i sin samtid, inklusive Svartskägg.